# Jonas Nay
Jonas Nay (Lübeck; 20 de septiembre de 1990) es un actor alemán, notablemente conocido por protagonizar la serie de televisión alemana Deutschland 83.

## Carrera profesional
Jonas Nay asistió a Johanneum zu Lübeck, un gymnasium con una especialidad de música, donde también actuó en Big-Band de la escuela. Debido a su interés en el teatro, Nay respondió a un anuncio de periódico buscando actores en 2004. Desempeñó un papel protagonista en la serie infantil alemana Vier gegen Z en la estación de televisión alemana NDR, con el actor de Hollywood Udo Kier, que interpretó a un villano. En las dos primeras temporadas de la serie de televisión, Nay actuó bajo el seudónimo de Jonas Friedebom, e interpretó el personaje de Otti Sörensen. En los años siguientes, interpretó papeles menores en varias producciones de televisión en las estaciones de televisión alemanas ARD y ZDF.
Después de la graduación, interpretó el papel principal en la serie de televisión Home Video, un drama sobre un niño pequeño, intimidado por sus compañeros de clase que publican un video íntimo de él. La producción fue galardonada con los Premios de Televisión Alemanes 2011 por la mejor película de televisión. Nay recibió un Premio de Televisión Alemán, así como un Premio Grimme-Preis 2012. Este trabajo fue seguido por otros papeles principales en películas de televisión. En 2012, Nay participó en la última escena del investigador de Hamburgo "Cenk Batu", en Tatort, sobre un asesino en serie perturbado que es asesinado por su madre en el calor del momento. Por su papel como hijo de esquizofrénico en la película Hirngespinster de 2013, fue galardonado como "Mejor actor novel" en los Premios Bávaros del Cine en 2013.
Jonas Nay optó por Zivildienst, en lugar de servicio militar, trabajando con personas con discapacidades. Fundó la banda Concerted con otros estudiantes en Johanneum, en la que cantó, tocó la guitarra y el piano, y escribió la letra. La banda trabajó en la música para la película de Stephan Rick The Good Neighbor en enero de 2013. El resultado fue la formación de la nueva banda Northern Lights.

## Filmografía
- 2005–06: Vier gegen Z (serie de televisión)
- 2007: Die Rettungsflieger (serie de televisión)
- 2007: Großstadtrevier (serie de televisión)
- 2008: Die Pfefferkörner (serie de televisión)
- 2009: krimi.de (serie de televisión)
- 2009: Morgen ist auch noch ein Tag (corto)
- 2011: Notruf Hafenkante (serie de televisión)
- 2011: Homevideo (telefilme)
- 2011: Jorinde & Joringel (telefilme)
- 2012: Crime Scene: The Ballad of Cenk and Valerie
- 2012: Sechzehneichen (telefilme)
- 2012: Crime Scene: Gunman
- 2013: Die Frau von früher (telefilme)
- 2013: Tod an der Ostsee (telefilme)
- 2013: King of Germany (película)
- 2013: Nichts mehr wie vorher (telefilme)
- 2014: Hirngespinster (película)
- 2014: Dear Courtney (película)
- 2015: Tannbach – Schicksal eines Dorfes (telefilme)
- 2015: Somos jóvenes, somos fuertes (película)
- 2015: Deutschland 83 (serie de televisión)[6]
- 2018: Deutschland 86 (serie de televisión)
- 2020: Deutschland 89 (serie de televisión)
- 2020: Persian lessons(película)
- 2024: The tattooist of Auschwitz (serie de televisión)

## Premios
- 2011: Premios Alemanes de Televisión, por Homevideo
- 2012: Grimme-Preis por Homevideo
- 2012: New Faces Award por Homevideo
- 2012: Günter-Strack por Homevideo
- 2014: Premios Bávaros del Cine mejor actor joven por Hirngespinster
- 2016: Premios Alemanes de Televisión, mejor actor por Deutschland 83, Tannbach[7]